# كأس المعارض الأوروبية 1955–58
كأس المعارض الأوروبية 1955–58 (بالإسبانية: Copa de Ferias 1955-58)‏ هو موسم من كأس المعارض الأوروبية. أقيم بتاريخ 1955، وفاز فيه نادي برشلونة.